# Lifosa
Lifosa (Ліфос) — литовська компанія, яка виробляє добрива.
Основний продукт компанії — моноамонійфосфат (DAP). DAP — основне в світі фосфорне добриво, незамінне при вирощуванні кукурудзи, добре зарекомендувало себе при вирощуванні зернових, рису та бавовни. Компанія також випускає фтористий алюміній, фосфат монокальцію, фосфорну кислоту і технічну сірчану кислоту. 90 % продукції експортується в Німеччину, Францію, Голландію, Велику Британію, Туреччину, Пакистан, Індію, Гватемалу та ін. країни. У 2006 році на підприємстві працювало близько 1000 працівників, виручка склала 650,9 млн літів.
У компанії діють наступні основні виробничі цехи:
- Цех сірчаної кислоти
- Цех фосфорної кислоти
- Цех амофосу
- Цех фтористого алюмінію з виробничою ділянкою кальцій фосфатів.

## Історія
- 1959 — початок будівництва.
- 1961 — відкриття першого цеху (механічного).
- 1963, 18 січня — відкриття першої лінії для виробництва сірчаної кислоти. У вересні того ж року — друга лінія.
- 1963 грудень — розпочато виробництво порошкового і гранульованого суперфосфату.
- 1964 — запуск цеху з виробництва алюмінійфториду, третя лінія по виробництву сірчаної кислоти.
- 1968 — цех з виробництва фосфорної кислоти і амофосу.
- 1970 — другий цех з виробництва гранульованого суперфосфату.
- 1972 — початок виробництва пресованих фосфорно-калійних сумішей в цеху комбінованих добрив (до 1990 р)
- 1973 грудень — четверта лінія по виробництву сірчаної кислоти.
- 1982 — відкриття другого цеху з виробництва фосфорної кислоти (старий закритий на реконструкцію)
- 1984 — новий цех алюмінійфториду (старий закритий)
- 1985 — відкрився після реконструкції перший цех фосфорної кислоти.
- 1986 — побудували і запустили третю лінію з виробництва амофосу.
- 1988 — Восени на заводі пройшов перший з'їзд литовських зелених. В результаті їх вимог було зупинено роботу застарілої лінії виробництва сірчаної кислоти. Після цього в місті різко скоротилася захворюваність на рак легенів. Запрацював новий, сучасний цех сірчаної кислоти.
- 1996 — Приватизація підприємства.
- 2001 — початок виробництва дикальцію фосфату.
- 2002 — виробництво монокальцій фосфату.
- 2002 — контрольний пакет акції купує російська компанія «ЄвроХім»
- 2004 — Товариство з обмеженою відповідальністю «Lifosa» перемагає на Республіканському конкурсі досягнень в галузі охорони навколишнього середовища в номінації «Оптимальний виробничий процес».
- 2004 — виробництво монодикальцію фосфату.
- 2004—2006 — звання «Експортер року».
- 2005 — продукт заводу — монокальцій фосфат — удостоєний золотої медалі на конкурсі «Виріб року».
- 2006 — приз інновацій.
- 2006 — перемога на конкурсі Палати торгівлі, промисловості та ремесел Литви «Приз за експорт».